# NGC 5475
NGC 5475 é uma galáxia espiral (Sa) localizada na direcção da constelação de Ursa Major. Possui uma declinação de +55° 44' 32" e uma ascensão recta de 14 horas, 05 minutos e 12,2 segundos.
A galáxia NGC 5475 foi descoberta em 14 de Abril de 1789 por William Herschel.